# Aloys Steppuhn

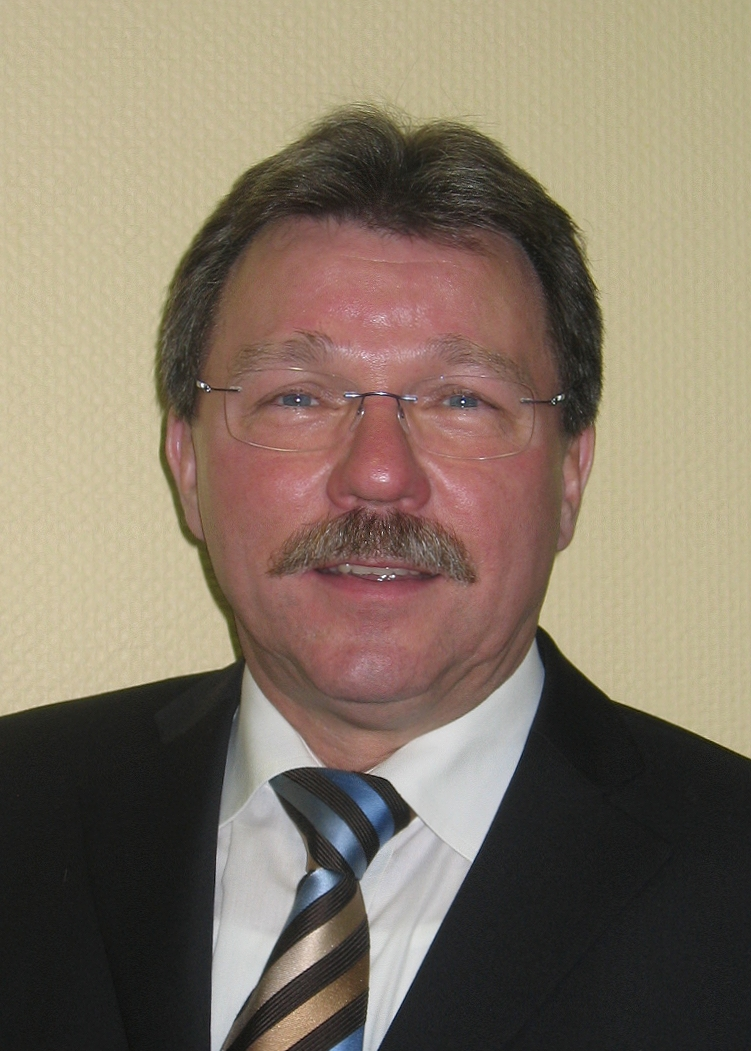
Aloys Steppuhn

Aloysius Franz Steppuhn (* 19. Juni 1950 in Hemer) ist ein deutscher Kommunalpolitiker (CDU). Er war von 1999 bis 2009 hauptamtlicher Landrat des Märkischen Kreises.

## Ausbildung und Beruf
Nach dem Erwerb der Mittleren Reife 1966 an der Realschule Iserlohn begann Aloys Steppuhn sein Arbeitsleben im öffentlichen Dienst, als er beim damaligen Kreis Iserlohn ein Praktikum absolvierte. Zwei Jahre später wurde er Kreisinspektorenanwärter und als Jugendvertreter auch zu einem Mitglied des Personalrates bestimmt. Seit dem April 1971 bekleidete Aloys Steppuhn, der heute mit seiner Frau in Bredenbruch wohnt, Führungspositionen in der Verwaltung des Kreises. So wurde er zum Leiter der Geschäftsstelle des Kreistages, der Kreispressestelle, des Kreiswahlamtes sowie der Büros für den Oberkreisdirektor und den Landrat befördert. Des Weiteren war er seitdem Abteilungsleiter für zentrale Angelegenheiten.
1988 erfolgte dann ein Wechsel zum Straßenverkehrsamt des Märkischen Kreises, dessen Lüdenscheider Dienststelle er fortan leitete. Ein Jahr später wurde er zum Leiter des Straßenverkehrsamts befördert.
Ab dem August 1998 war Aloys Steppuhn als Sozialdezernent des Märkischen Kreises zuständig für die Bereiche Soziales, Jugend, Sport und Gesundheit.

## Politische Karriere
Aloys Steppuhn ist Mitglied der CDU. Bei der Kommunalwahl 1999 wurde er zum ersten direkt gewählten Landrat des Märkischen Kreises gewählt. Mit 52,58 % gewann er gegen seinen zwischen 1994 und 1999 amtierenden Vorgänger Klaus Tweer (SPD). Fünf Jahre später entschied er die Wahl erneut mit absoluter Mehrheit (52,48 %) im ersten Wahlgang für sich. Im April 2008 kündigte der CDU-Politiker an, bei der Wahl 2009 aus gesundheitlichen Gründen nicht mehr zur Verfügung zu stehen. Bei der Kommunalwahl am 30. August 2009 wurde Thomas Gemke (CDU) zu Steppuhns Nachfolger als Landrat gewählt.
In der Funktion des Landrats war Aloys Steppuhn für die Gründung der ARGE Märkischer Kreis zuständig und trat gleichzeitig für die Modernisierung der Kreisverwaltung, zum Beispiel durch ein zentrales Gebäudemanagement, ein. Zudem gehört Steppuhn zu den Initiatoren der Regionale 2013, deren Austragung nach Südwestfalen vergeben wurde. 
Des Weiteren bekleidet Aloys Steppuhn einige, zum Teil ehrenamtliche, Vorstands-Ämter. Er ist Aufsichtsratsvorsitzender der Gesellschaft zur Wirtschafts- und Strukturförderung im Märkischen Kreis mbH. Von 2006 bis 2013 war er Präsident des Sauerländischen Gebirgsvereins. Dem Kreisverband Märkischer Kreis im Volksbund Deutsche Kriegsgräberfürsorge e. V. sitzt er ebenso vor wie dem Verwaltungsrat der Westfälisch-Lippischen Versorgungskasse. Im Landschaftsverband Westfalen-Lippe sitzt er in verschiedenen Ausschüssen und ist stellvertretender Vorsitzender der Landschaftsversammlung. Zwischen 1992 und 1998 war er Vorsitzender des Deutschen Roten Kreuzes Iserlohn-Land.